# Schloss Wolframshof

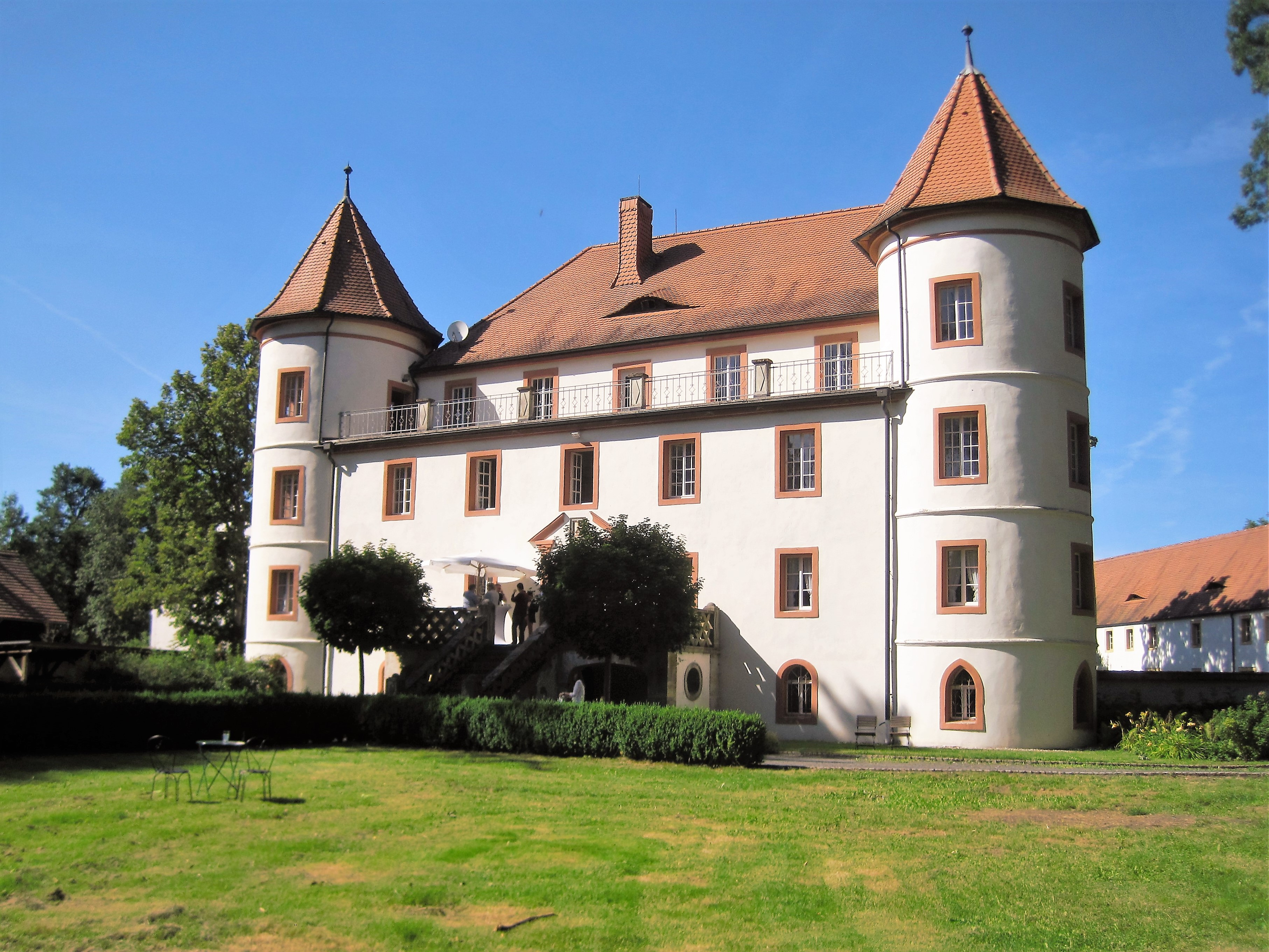
Schlossgut Wolframshof in Wolframshof Bayern

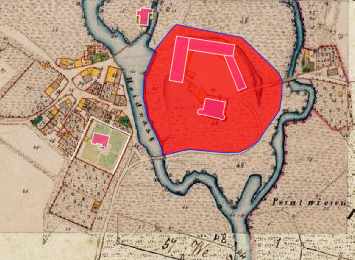
Lageplan des Schlosses Wolframshof auf dem Urkataster von Bayern

Das Schloss Wolframshof befindet sich in dem gleichnamigen Gemeindeteil der Oberpfälzer Gemeinde Kastl im Landkreis Tirschenreuth (Wolframshof 19). Das Wasserschloss liegt 500 Meter nordwestlich der Ortsmitte von Kastl auf einer Insel in der Haidenaab, entlang dereinst eine Altstraße vom Rauhen Kulm in das benachbarte Kastl führte, und ist unter der Aktennummer D-2-77-144-8 als Baudenkmal verzeichnet. „Archäologische Befunde im Bereich des Schlosses Wolframshof, zuvor mittelalterliche Burg“ werden zudem als Bodendenkmal unter der Aktennummer D-3-6137-0149 geführt.

## Geschichte
Wolframshof wird erstmals 1054 in einer Urkunde von Kaiser Heinrich III. als villa Wolframmesdorf erwähnt. In dem 11. Jahrhundert ist auch von dem Beginn des Baus einer Burganlage auf der Insel in der Haidenaab auszugehen. Die ersten bekannten Besitzer waren die Zirkendorfer, ihnen folgten die Potzlinger zu Ernstfeld, die Brucker und dann die Gotzfelder (Ende des 14. Jahrhunderts). Namentlich genannt wird Konrad von Gotzfeld († 1383), der in dem Leuchtenberger Lehensbuch genannt wird. 1408 kommt die Burg durch Erbe und Kauf an die Ochs. Hans Ochs († 1445) wird mit einer Hälfte der Burg und der Mühle durch die Leuchtenberger belehnt, die andere Hälfte besitzen er und seine Brüder als freies Eigen. 1418 geht der ganze Besitz an seinen Bruder Ulrich Ochs. Nach seinem Tod teilen Konrad Sparnberger, Konrad Redwitzer und Jörg Steinhauser (Schwiegersöhne) sowie Jörg Ochs den Besitz unter sich auf. 1448 erhält Conrad Redtwitzer zu Redtwitz den Sitz zu Wolffartzhof und die dortige Mühle. 1468 geht die Burg an Lorenz Sparnberger, den Sohn des Konrad. 1487 wird Caspar Sparnberger damit belehnt. 1634 stirbt der letzte Sparnberger und das Lehen fällt heim. Allerdings werden ab 1617 die Löschwitz als Besitzer genannt und ab 1728 die von Lindenfels. Letztere Familie bestand mit Max Wolfgang von Lindenfels (* 12. Juli 1908, † 28. November 1982) als letztem Vertreter dieser Linie bis zum Jahr 1982. Auf Wolframshof wurde 1745 Maria Sophia Reichsfreiin von Lindenfels geboren, die Mutter der Pianisten und Sängerin Therese von Zandt.

## Schloss Wolframshof einst und jetzt
Anfangs scheint die Anlage eine als Blockhaus erbaute Motte gewesen zu sein, die im 13. Jahrhundert zu einem Steinbau ausgebaut wurde. Ein heute in Haus Nr. 24 eingemauerter Grabstein aus der Zeit um 1200 mit zwei Scheibenkreuzen (bisweilen als „Bonifaziusstein“ bezeichnet) könnte aus der damaligen Schlosskapelle stammen. Drei Wappensteine vom Schloss aus dem 17. Jahrhundert sind in die Außenwände eines Neubaus (Wolframshof 24) eingelassen.
Im Jahr 1599 wurde der Ökonomiehof unter Georg Wolf Sparnberg angelegt. Über dem Korbbogenportal des Schlosses ist ein Wappenstein des Carl Christian Ernst von Lindenfels mit der Jahreszahl 1725 zu finden. 1899 wurde das Schloss im Stil des Neubarocks umgebaut. Im November 1920 brannte es vollständig ab, wobei auch wertvolle Kunstgegenstände und eine Bibliothek vernichtet wurden. Das Gebäude wurde aber wieder aufgebaut. Früher war die Anlage von einer Ringmauer und einem Wassergraben umgeben, zudem war eine Vorburg vorhanden. Vor dem Brand war das Schlossgebäude von Wolframshof ein einfaches zweigeschossiges Gebäude mit einem extrem steilen Satteldach.
Erhalten ist der Kernbau (aus dem 16. und 17. Jahrhundert) mit zwei Rundtürmen von 1899 bzw. 1921 und einem erkerartigen Anbau. Das Herrenhaus ist ein dreigeschossiger Massivbau mit einem Halbwalmdach, (neobarocken) Rundtürmen, einem Zwerchhaus mit Dreiecksgiebel und einer Veranda mit einer Freitreppe. Nördlich davon befindet sich die Schlossökonomie, die ebenfalls eine ältere Bausubstanz aufweist. Diese Wirtschaftsgebäude bilden einen dreiseitigen Schlosshof. Dies sind ein Stadel und eine Remise, die einen eingeschossigen Massivbau mit einem Satteldach bilden. Unter Denkmalschutz stehen auch der ehemalige Stall, ein eingeschossiger Massivbau mit Satteldach und einem Dachreiter, sowie das ehemalige Verwalterhaus mit einem weiteren angeschlossenen Stall. Der Stall ist ein zweigeschossiger Massivbau mit Satteldach und trägt die Jahreszahl „1860“. Die ebenfalls noch erhaltene Mühle des Schlosses steht an der Westseite des Mühlbaches.
Schloss Wolframshof befindet sich in Privatbesitz und kann nicht besichtigt werden. Ein Catering-Service organisiert jedoch auf Anfrage Hochzeiten in dem renovierten historischen Gemäuer.